# Sławomir Petelicki
Sławomir Jan Petelicki (ur. 13 września 1946 w Warszawie, zm. 16 czerwca 2012 tamże) – polski oficer służb specjalnych, generał brygady Wojska Polskiego, pomysłodawca i pierwszy dowódca Jednostki Wojskowej 2305 GROM.

## Życiorys
Syn Hanny (1925–2014) z domu Komosy i Mirosława Petelickiego (1922–2014). Jego matka pochodziła z Warszawy, w 1945 wstąpiła ochotniczo do Ludowego Wojska Polskiego, a następnie była sekretarką szefa Departamentu Uzbrojenia WP w MON, ojciec zaś pułkownikiem Sił Zbrojnych, pochodził z Nieświecza, w latach 1943–1944 członkiem komunistycznej partyzantki, od 1944 należał do Brygady PSzP „Grunwald”, a potem pracownikiem Oddziału Spraw Zagranicznych Sztabu Generalnego LWP. Sławomir miał młodszego brata, Janusza (ur. 1953).
Był absolwentem VI Liceum Ogólnokształcącego im. Tadeusza Reytana w Warszawie. W 1969 ukończył studia na Uniwersytecie Warszawskim, uzyskując tytuł magistra prawa (pracę magisterską obronił w lutym 1970, już po podjęciu pracy w MSW).
Od 1969 do 1990 funkcjonariusz Służby Bezpieczeństwa MSW PRL. Pełnił służbę za granicą w placówkach dyplomatycznych jako dyplomata PRL: w 1971 w Wietnamie Północnym, w 1972 w Chinach, od 1973 w Konsulacie Generalnym PRL w Nowym Jorku, gdzie pod przykryciem attaché konsularnego i wicekonsula PRL był rezydentem o ps. „Wan”. Prowadził tam działalność wywiadowczą, inwigilując głównie środowiska polonijne. W zainteresowaniu placówki wywiadu PRL w Nowym Jorku (kryptonim „Imperium”) były w tym czasie m.in. Polski Instytut Naukowy, Instytut Europy Środkowo-Wschodniej, Studium Rosyjskie w Hunter College, Fundacja Kościuszkowska, Instytut Piłsudskiego. Do osób, które rozpracowywał Petelicki, należeli m.in. Zbigniew Brzeziński, Jan Nowak-Jeziorański, Jerzy Mroczkowski, Bolesław Wierzbiański, Północno-Amerykańskie Studium Spraw Polskich, organizacja Wolna Polska.
W 1976 Wydział XI Departamentu I MSW, specjalizujący się w rozpracowywaniu emigrantów, miał założyć sprawę o kryptonimie „Tyrmand”. Zamknięto ją w 1981. Po powrocie do kraju (w sierpniu 1978) pracował w Wydziale XI Departamentu I MSW, który zajmował się zwalczaniem „dywersji ideologicznej” i emigracji, co oznaczało zwalczanie ośrodków opozycyjnych w kraju i na emigracji. Od lutego 1980 był zastępcą naczelnika tego wydziału. Petelicki był m.in. zaangażowany w szkolenie agenta TW „Grey” i stworzenie planu jego wykorzystania. Zadania tego agenta „polegały na obserwacji środowiska polonijnego w Szwecji, ze szczególnym uwzględnieniem przedstawicielstw KPN i KSS KOR”.
W 1983 został skierowany na placówkę wywiadu do Sztokholmu, gdzie kierował rezydenturą pod przykryciem I sekretarza Ambasady PRL. Zajmował się głównie inwigilacją emigracji pomarcowej i solidarnościowej (Biuro Informacyjne „Solidarności”, Kongres Polaków w Szwecji) oraz rozpracowaniem kanałów przerzutowych środków finansowych i materialnych dla opozycji w kraju. Petelicki powrócił do kraju w lipcu 1988. We wrześniu 1989 został zastępcą naczelnika Wydziału X (kontrwywiad zagraniczny) Departamentu I MSW, którym kierował w tym czasie Gromosław Czempiński.
Dnia 13 lipca 1990 z polecenia premiera Tadeusza Mazowieckiego, ministra spraw wewnętrznych Krzysztofa Kozłowskiego i po akceptacji przez prezydenta Wojciecha Jaruzelskiego objął dowodzenie niejawną Grupą Reagowania Operacyjno-Manewrowego, funkcjonującą jako jednostka wojskowa 2305. Pierwszych żołnierzy jednostki GROM mających stanowić jej trzon w postaci dowódców sekcji Pułkownik Petelicki wybierał i selekcjonował osobiście. Był specjalistą od dalekiego rozpoznania i dywersji. Brał udział w wielu tajnych operacjach zagranicznych.
Do 19 grudnia 1995 Petelicki był dowódcą pododdziału MSW, a od 14 maja do 13 czerwca 1996 – pełnomocnikiem premiera Włodzimierza Cimoszewicza do walki z przestępczością zorganizowaną. 6 grudnia 1997 ponownie objął stanowisko dowódcy JW 2305, które pełnił do 17 grudnia 1999. 15 sierpnia 1998 został przez prezydenta Aleksandra Kwaśniewskiego awansowany na stopień generała brygady. Od 1999 pobierał generalską emeryturę od MSW.
Po przejściu na emeryturę zajął się działalnością doradczą. Od 2001 pracował w polskim oddziale firmy doradczej Ernst & Young. Do lipca 2007 zasiadał w Radzie Nadzorczej Biotonu, a do 2009 – w Radzie Nadzorczej Pol-Aqua SA. Jego artykuł Gra o najwyższą stawkę. Czego liderzy biznesu mogą nauczyć się od komandosów GROM-u został wyróżniony jako „najlepszy tekst opublikowany w Harvard Business Review Polska w latach 2003–2006”.
Był honorowym członkiem 5th i 10th Special Forces Groups (US Army Special Forces) „zielonych beretów” Armii Stanów Zjednoczonych, wszechstronnie przeszkolonym na żołnierza działań specjalnych, także w tych oddziałach. Posiadał złotą odznakę GROM z wieńcem. Uzyskał m.in. uprawnienia skoczka spadochronowego wojsk powietrznodesantowych, strzelca wyborowego, płetwonurka, 5 dan w karate fudokan i uprawnienia kierowcy pojazdów wojskowych. Był specjalistą ds. desantu śmigłowcowego. W 2000 został wybrany „Gentlemanem Roku” przez czytelników miesięcznika „Gentleman”. Był pomysłodawcą powstania w 1997 Fundacji Byłych Żołnierzy Jednostek Specjalnych G.R.O.M. oraz jej członkiem.
Był członkiem Zespołu Ekspertów Niezależnych (ZEN), który opracował raport Dlaczego musiało dojść do Katastrofy Smoleńskiej w sprawie katastrofy z 10 kwietnia 2010, przedstawiający „fakty i wskazania co należy zrobić, aby zacząć odbudowywać rozbity system bezpieczeństwa Polski”. Został członkiem Komitetu poparcia Marszu Niepodległości w 2011.
Był właścicielem firmy S O G Consulting Sławomir Petelicki, zajmującej się usługami i doradztwem w zakresie prowadzenia działalności gospodarczej, interesów oraz zarządzania.

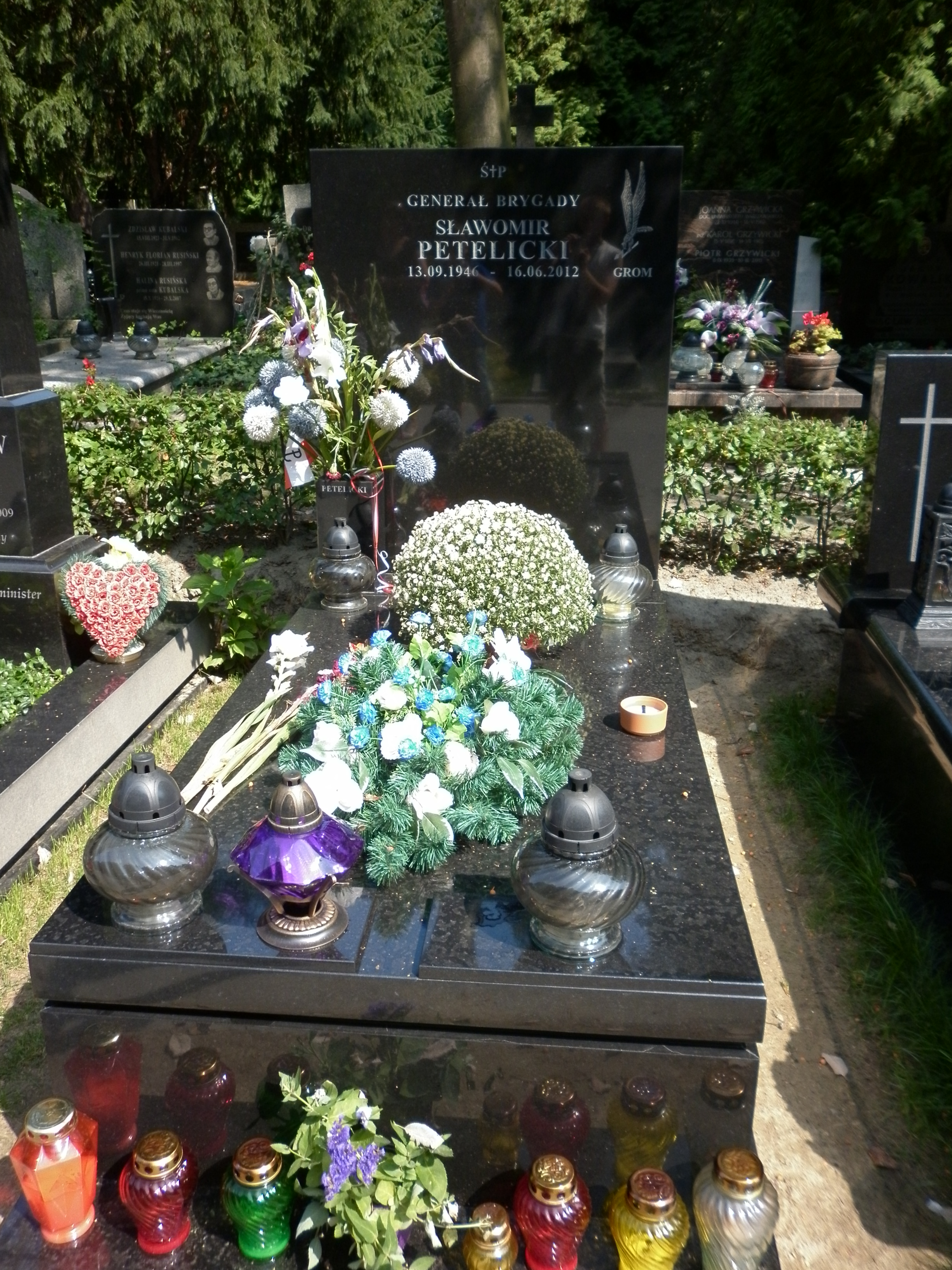
Grób Sławomira Petelickiego na Wojskowych Powązkach

Zmarł 16 czerwca 2012 w wyniku rany postrzałowej. Został pochowany 26 czerwca 2012 w Alei Zasłużonych na Cmentarzu Wojskowym na Powązkach (kwatera A29-tuje-14). Mszę pogrzebową w katedrze polowej Wojska Polskiego w Warszawie koncelebrowali metropolita gdański i były biskup polowy Wojska Polskiego abp Sławoj Leszek Głódź i bp polowy Wojska Polskiego Józef Guzdek.
W sprawie jego śmierci prokuratura i policja prowadziły czynności mające na celu wyjaśnienie okoliczności zgonu. Prokuratura Okręgowa w Warszawie ujawniła wstępne wyniki sekcji zwłok generała – potwierdzono postrzał głowy – ranę wlotową i wylotową; nie ujawniono innych obrażeń ciała. W czerwcu 2013 prokuratura umorzyła śledztwo. Według opinii biegłych: „Śledczy prowadzący sprawę nie stwierdzili cech przestępstwa. Jednocześnie z dużym prawdopodobieństwem można stwierdzić, że samobójcza śmierć w dniu 16 czerwca 2012 r. nie była szczegółowo zaplanowana”. Sprawę śmierci Sławomira Petelickiego poruszyła Dorota Kania w książce Cień tajnych służb z 2013.
Jego żona, Agnieszka Petelicka, była m.in. producentką filmową (w 1996 została matką chrzestną Sztandaru Jednostki Wojskowej GROM).

## Upamiętnienie
- W 2010 nakładem Wydawnictwa Literackiego ukazała się książka pt. GROM. Siła i honor, wywiad-rzeka ze Sławomirem Petelickim, autorstwa Michała Komara[25], drugie wydanie ukazało się w 2013[26]. Po śmierci generała w 2013 ukazały się książki: nakładem Czarnej Owcy publikacja pt. Ostatni samuraj. Rozmowy o generale Petelickim (Triumf i dramat człowieka honoru) autorstwa Anity Czupryn i Doroty Kowalskiej[27] i w czerwcu 2013 nakładem Znaku wydano książkę pt. Droga wojownika autorstwa Andrzeja Wojtasa[28].
- Muzyk Paweł Kukiz zadedykował Sławomirowi Petelickiemu album pt. Siła i honor, wydany we wrześniu 2012[29].
- W 67. rocznicę urodzin generała, 13 września 2013 zapoczątkowało działalność Stowarzyszenie im. Generała Sławomira Petelickiego, powstałe z inicjatywy wdowy Agnieszki Petelickiej, w zamierzeniu mające „nieść pomoc i wsparcie byłym żołnierzom i oficerom jednostek specjalnych Wojska Polskiego, a także ich rodzinom oraz kultywować tradycje jednostek wojsk specjalnych, nauczać patriotyzmu, dbać o pamięć o osiągnięciach żołnierzy i oficerów jednostek specjalnych Wojska Polskiego, w szczególności Generała Sławomira Petelickiego”; pierwszym prezesem został płk Tadeusz Sapierzyński, dowódca GROM-u w latach 2004–2006[30][31][32][33][34].
- W Warszawie od 2012 organizowany jest Rajd Pamięci Generała Petelickiego[35].
- W dniach 13–14 września 2014 r. w Warszawie na Cyplu Czerniakowskim odbył się festyn patriotyczny „Tobie Ojczyzno”, którego głównym organizatorem było Stowarzyszenie im. Generała Sławomira Petelickiego. W ramach festynu zorganizowany został memoriał im. gen.Sławomira Petelickiego, w czasie którego Jednostka Wojskowa GROM wraz z funkcjonariuszami Biura Operacji Antyterrorystycznych Komendy Głównej Policji zaprezentowała pokaz działań specjalnych na Wiśle[36].

## Odznaczenia
- Krzyż Komandorski Orderu Odrodzenia Polski – 1995[37]
- Krzyż Oficerski Orderu Odrodzenia Polski – 1993
- Krzyż Kawalerski Orderu Odrodzenia Polski
- Krzyż Zasługi za Dzielność – 1995[38]
- Złoty Krzyż Zasługi
- Srebrny Krzyż Zasługi
- Złoty Medal „Za zasługi dla obronności kraju”
- Srebrny Medal „Za zasługi dla obronności kraju”
- Złota Odznaka GROM
- Odznaka pamiątkowa SG WP
- Oficer Legii Zasługi (Officer of the Legion of Merit) – Stany Zjednoczone
- Medal Pochwalny Sił Lądowych – Stany Zjednoczone
- Air Assault Badge(inne języki) – Stany Zjednoczone
- Odznaka pamiątkowa Sił Specjalnych USA – Stany Zjednoczone
- Challenge coins (Stany Zjednoczone), m.in.:
  - Delta Force
  - 75th Ranger Regiment
  - Special Operations Combat Diver
  - Military Sniper
  - Military Free Fall